# 卡氏無囊鯧
卡氏無囊鯧（学名：Amarsipus carlsbergi）又名喉鳍鲳、阿玛鲳，為無囊鯧科（Amarsipidae）無囊鯧屬的唯一物种，屬輻鰭魚綱鯖形目，分布於印度西太平洋區，包括莫三比克、澳洲、越南、日本、夏威夷群島等海域，棲息深度30-130公尺，體長可達21.2公分，棲息在沿海淺水或深海域，無任何經濟價值。

## 擴展閱讀
- 維基物種上的相關：卡氏無囊鯧